# Lionel Walden
Pour les articles homonymes, voir Walden.
Lionel Walden, né le 22 mai 1861 à Norwich dans l'état du Connecticut et décédé le 12 juillet 1933 à Chantilly dans le département de l'Oise, est un peintre américain, spécialisé dans la peinture de paysage et les marines, membre de la Volcano School et ayant séjourné à Hawaï, aux Cornouailles et en France où il s'était installé.

## Biographie
Lionel Walden naît à Norwich dans le Connecticut en 1861. Il s'intéresse à l'art au Minnesota, où la famille déménage lorsque son père devient recteur d’une église épiscopale.
Jeune homme, il s'installe à Paris, où il étudie la peinture avec Carolus-Duran. Il en retient une forme de réalisme plein d’acuité transcendé par une manière de peindre à la fois énergique et virtuose. Ses marines ne sont ainsi en rien académiques et l’on n’y trouvera nulle anecdote.
Entre 1893 et 1897, il vit en Angleterre dans la ville portuaire de Falmouth.
Il revient en France et expose au Salon de peinture et de sculpture, avant d'être nommé Chevalier de la Légion d'honneur française.
Il expose fréquemment dans les Salons parisiens, où le « roi de Bohême », comme il est surnommé, devient un peintre de figures talentueux, en plus de peindre des marines et des scènes portuaires. Il remporte des prix à Londres, Saint-Louis et San Francisco, mais il considère Paris comme son foyer.
À Paris, il fait la connaissance de Kimo Wilder, un artiste d'Honolulu qui l'invite à visiter les îles Hawaï en 1911. Il commence alors à partager son temps entre la France et Hawaï.
Il participe à l'Exposition universelle Panama-Pacifique de San Francisco en 1915 où il peut exposer en bonne place ses célèbres « Cavaliers du surf ». Il y obtient une médaille.
En France, c’est la Bretagne qui emporte sa préférence, tout spécialement la région de Concarneau et la pointe de Beg Meil.
Il meurt d'une chute dans un jardin du haut d’un escalier, en 1933 à Chantilly.

## Œuvre
Il est captivé par les couleurs des montagnes et de la mer hawaïennes. Son humeur était parfois dramatique, avec des couleurs vives et de l'action où les vagues se brisent sur les rochers du rivage, mais d'autres paysages marins sont plus paisibles et idylliques, avec des couleurs douces et tamisées.
Il peint également des volcans et d'autres paysages, et collabore aux immenses dioramas des sept merveilles pittoresques d'Hawaï avec son ami David Howard Hitchcock pour le Carnaval panpacifique de 1917.
Ses œuvres sont notamment visibles ou conservées au Brooklyn Museum, à la Henry Art Gallery de l'université de Washington à Seattle, au Honolulu Museum of Art, au Isaacs Art Center (en) de Waimea, au musée national du pays de Galles, au musée des Beaux-Arts de Quimper et au musée d'Orsay à Paris.
- Les Docks de Cardiff, 1894, huile sur toile, 127 × 193 cm, Musée d'Orsay, Paris[4]
- Mer déferlante, 1904, huile sur toile, 49 × 74 cm, Collection privée, Vente 2006[5]
- Luakaha, le matin, vers 1916, huile sur toile, Honolulu Museum of Art[6]
- Pêcheur hawaien, 1924, huile sur toile, 52 × 76 cm, Honolulu Museum of Art[7]
- Les Pêcheurs aux flambeaux, Waikiki, 1930, huile sur panneau, Honolulu Museum of Art[8]

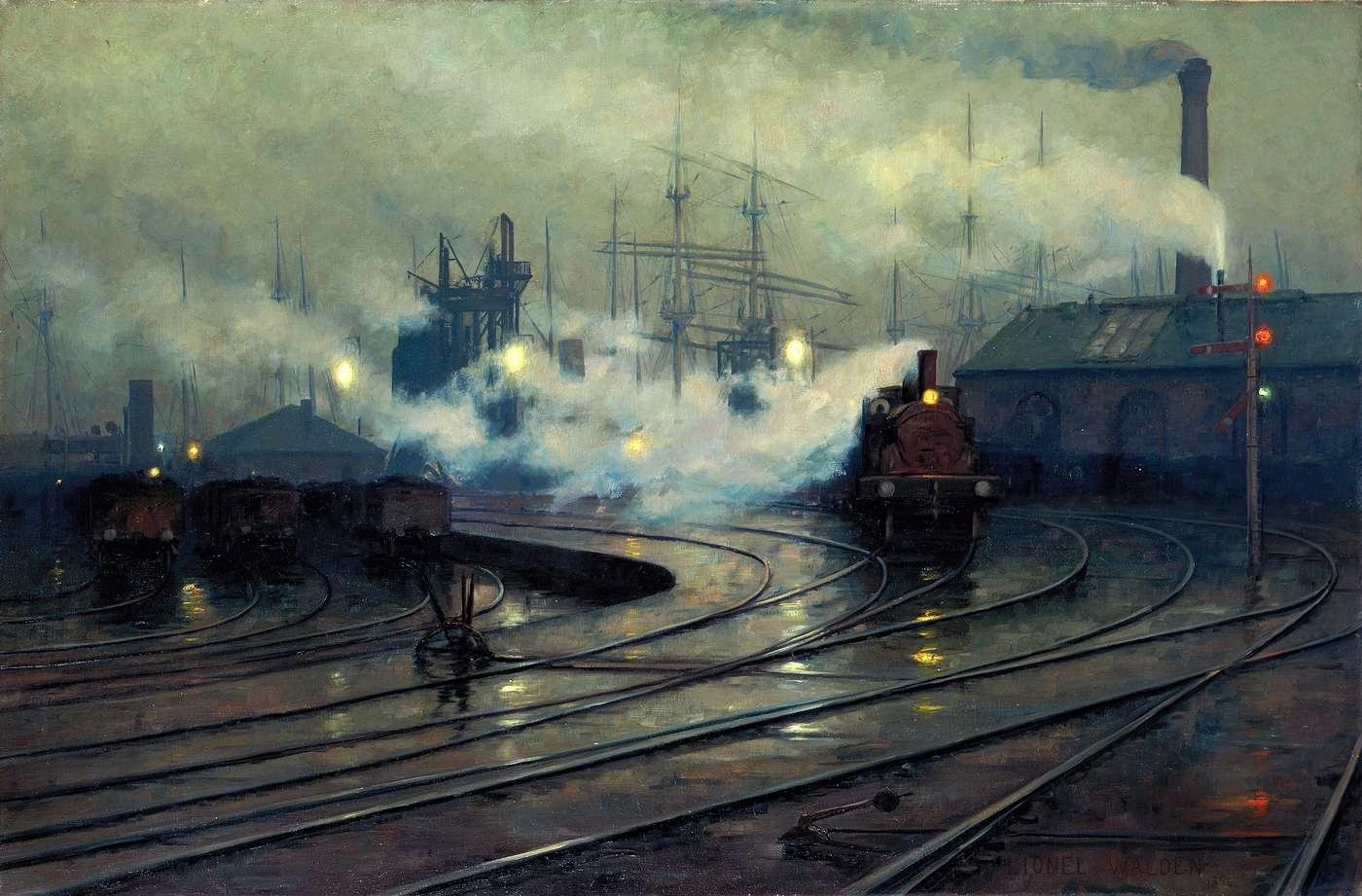
Les Docks de Cardiff, 1894 Musée d'Orsay
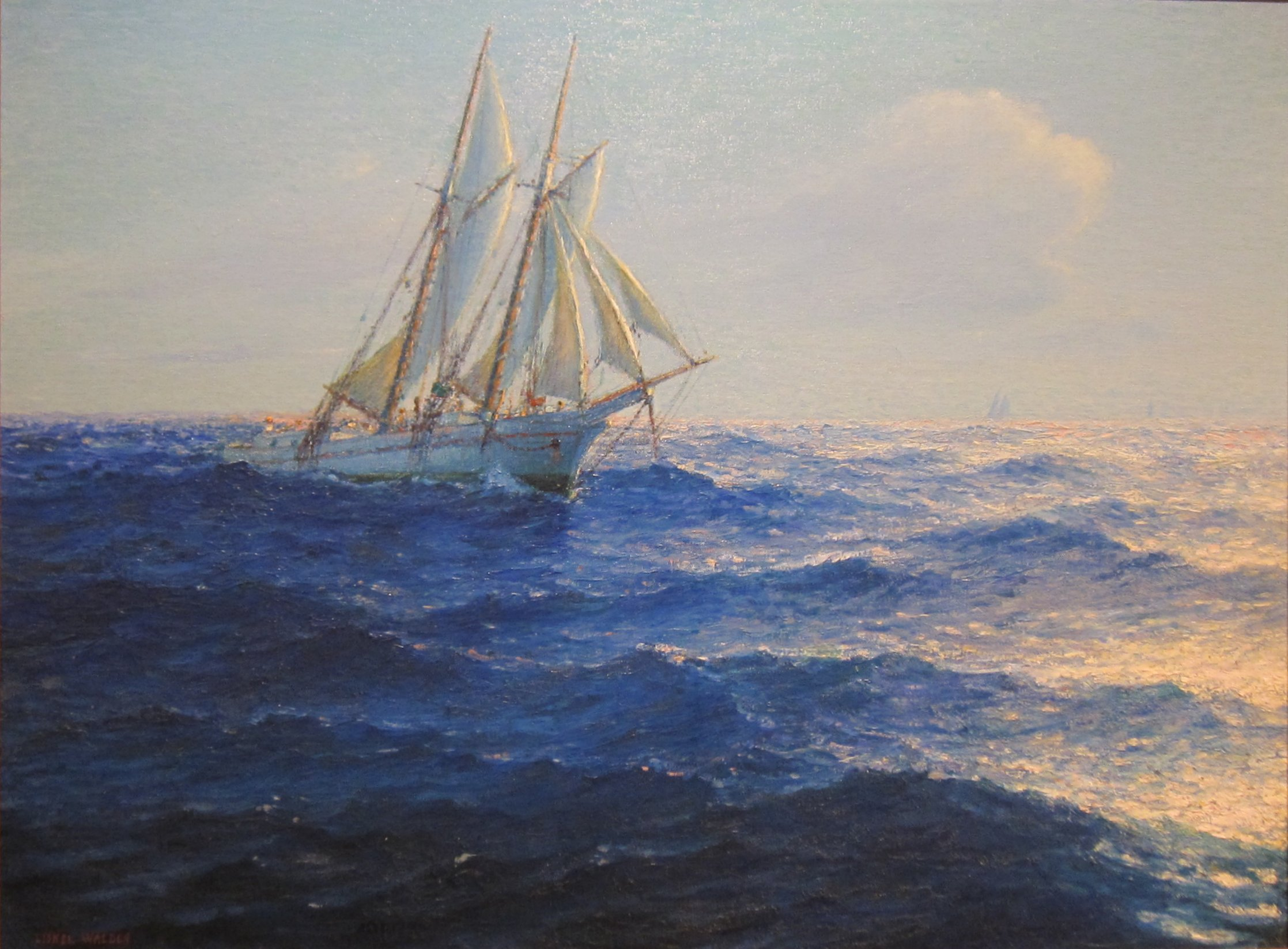
Bateau de course, vers 1900 Isaacs Art Center (en)
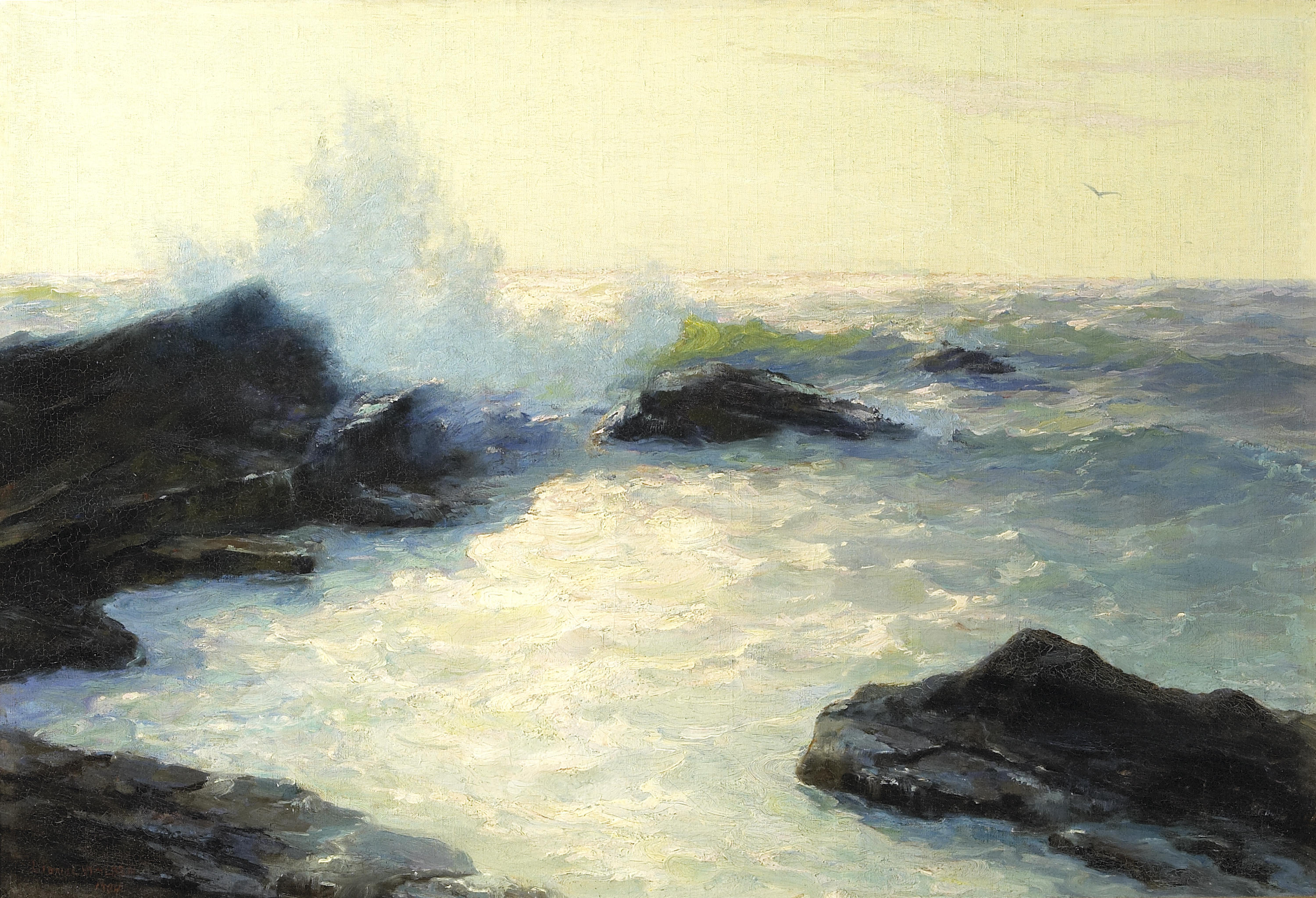
Mer déferlante, 1904 Collection privée
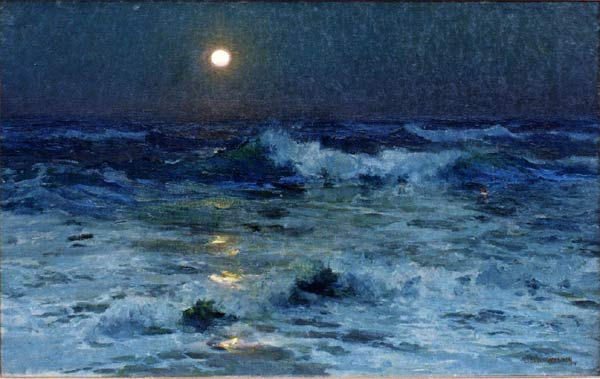
Ala Wai, Chemin de la Lune, 1911 Collection privée
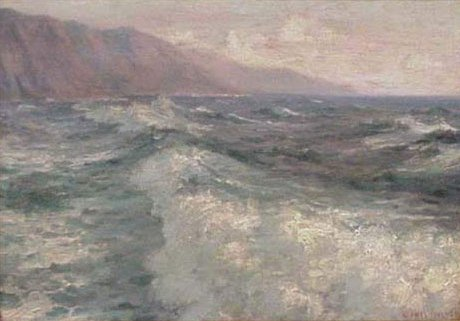
Côte-Nord, Oahu, vers 1915 Collection privée
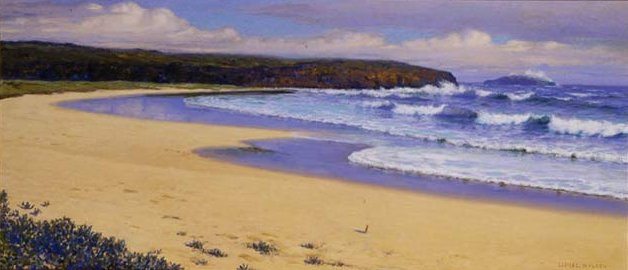
Laie Point, Windward Oahu, 1915 Collection privée
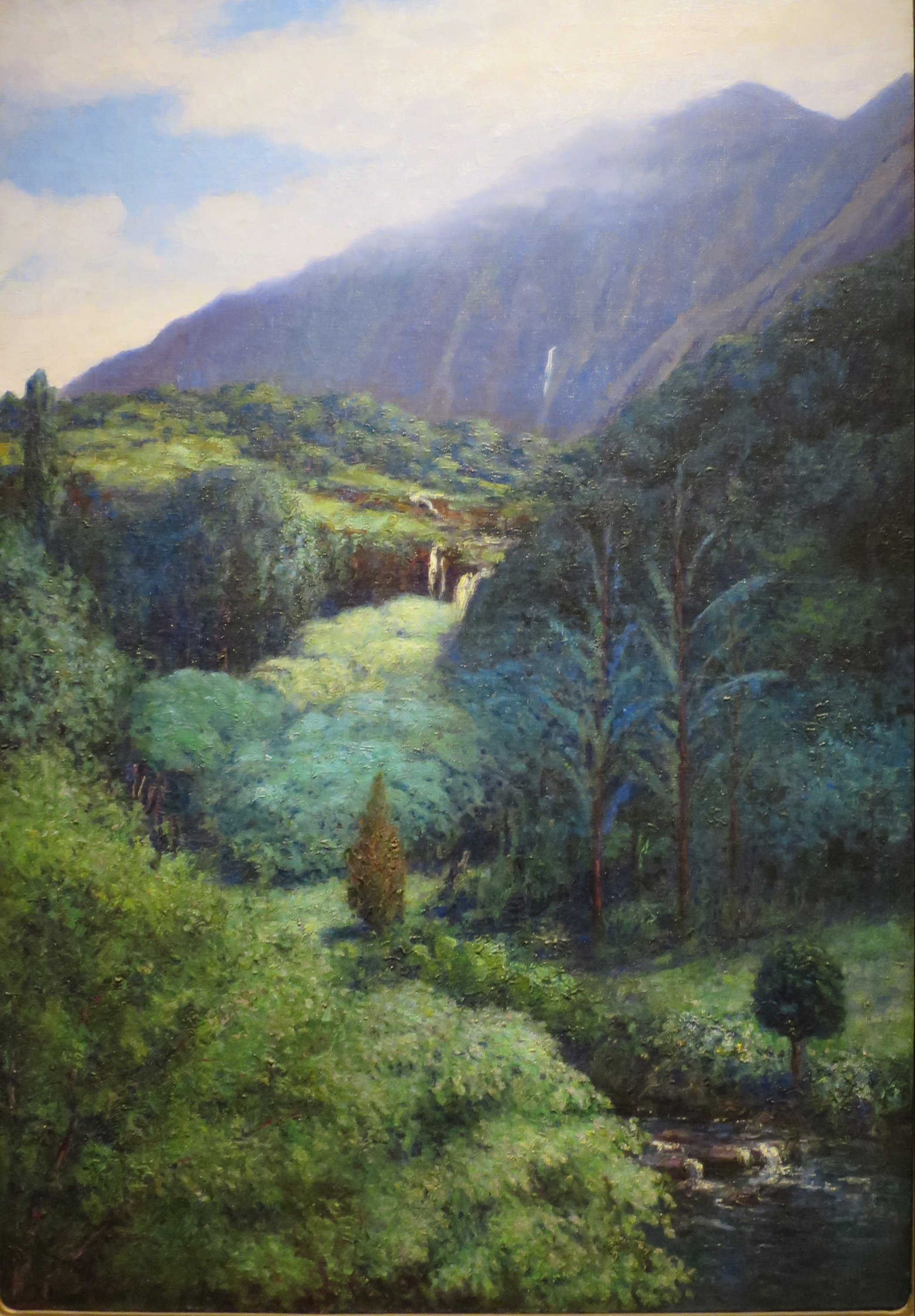
Luakaha, vers 1916 Honolulu Museum of Art
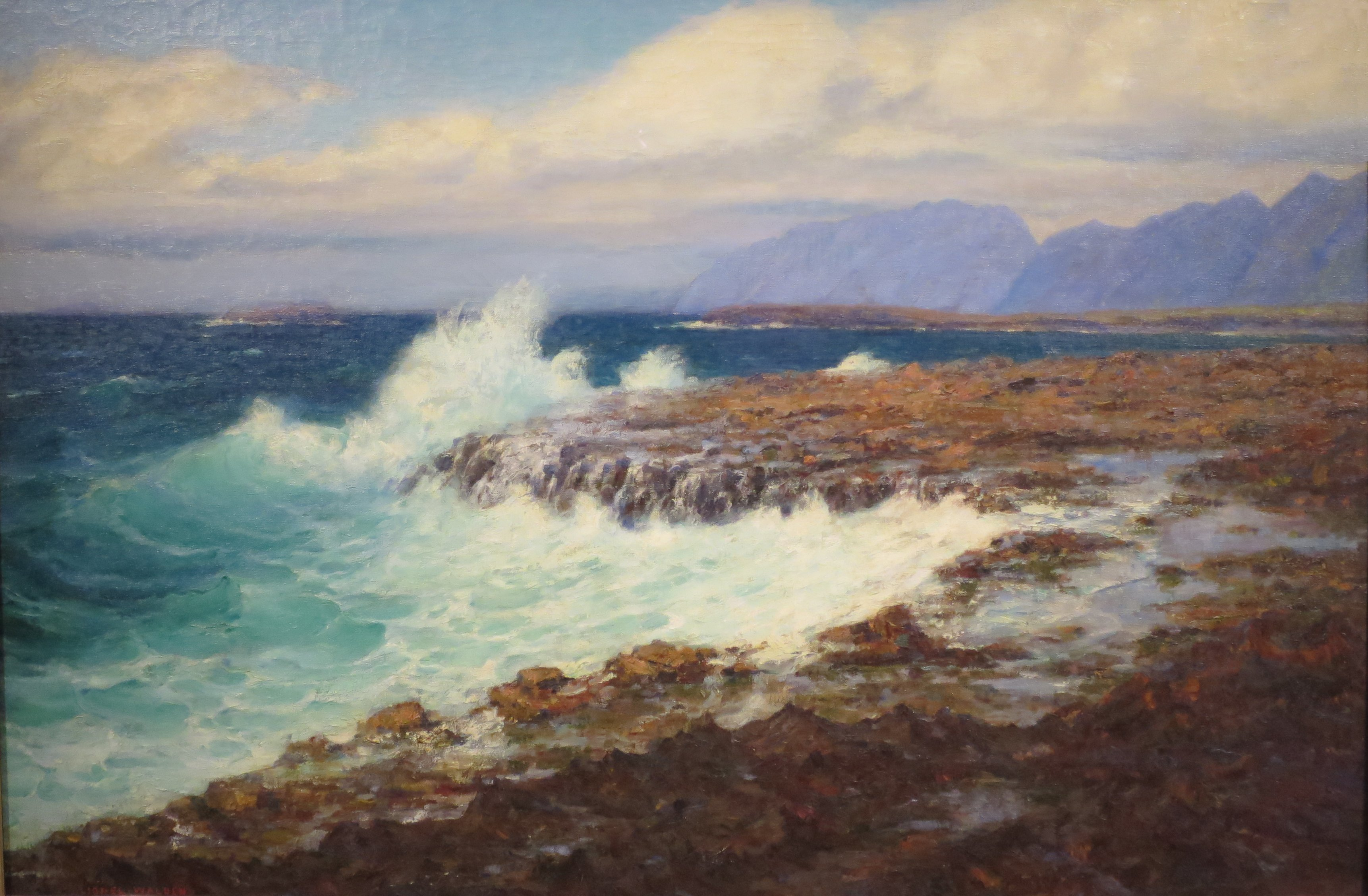
Marine face au vent Hawaï, vers 1920 Honolulu Museum of Art
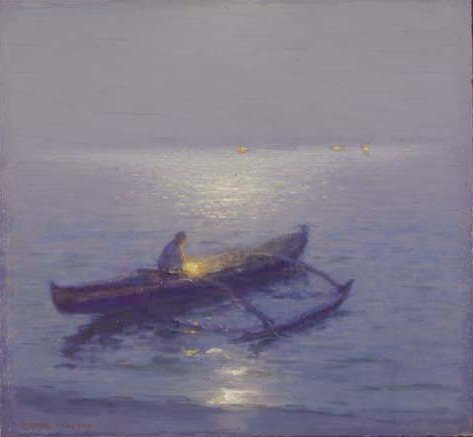
Pêcheur de nuit, vers 1920 Collection privée
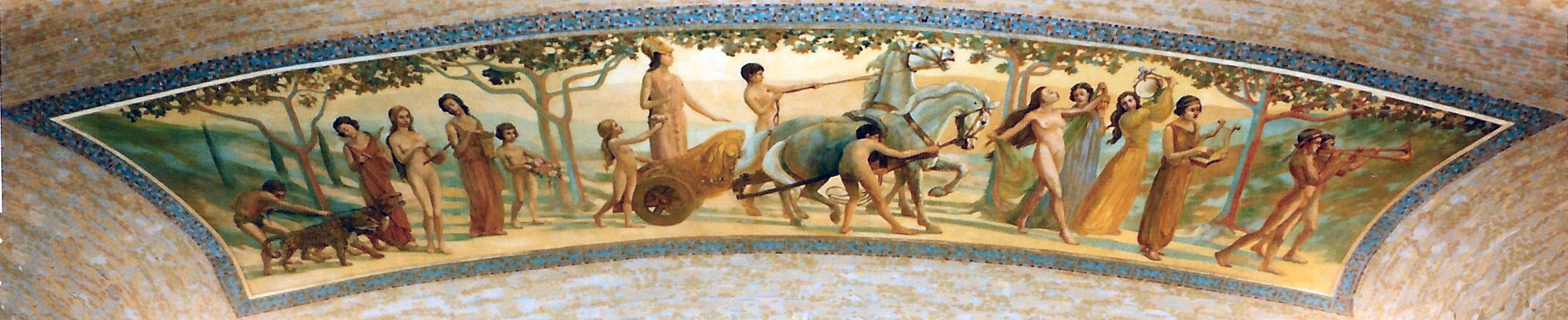
Fresque murale, vers 1922 Hawaii Theatre (en), Honolulu, Hawaii
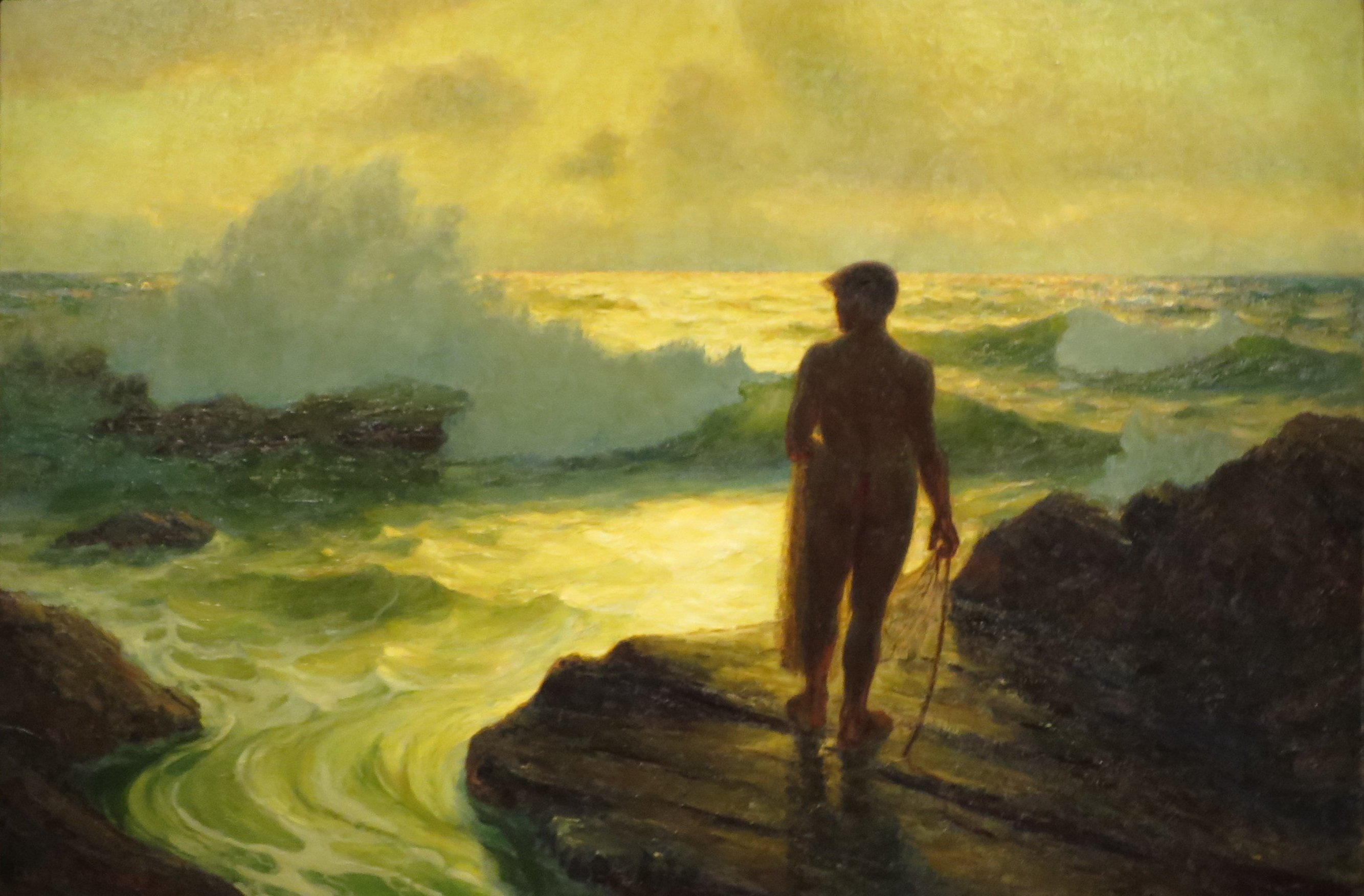
Pêcheur hawaien, 1924 Honolulu Museum of Art
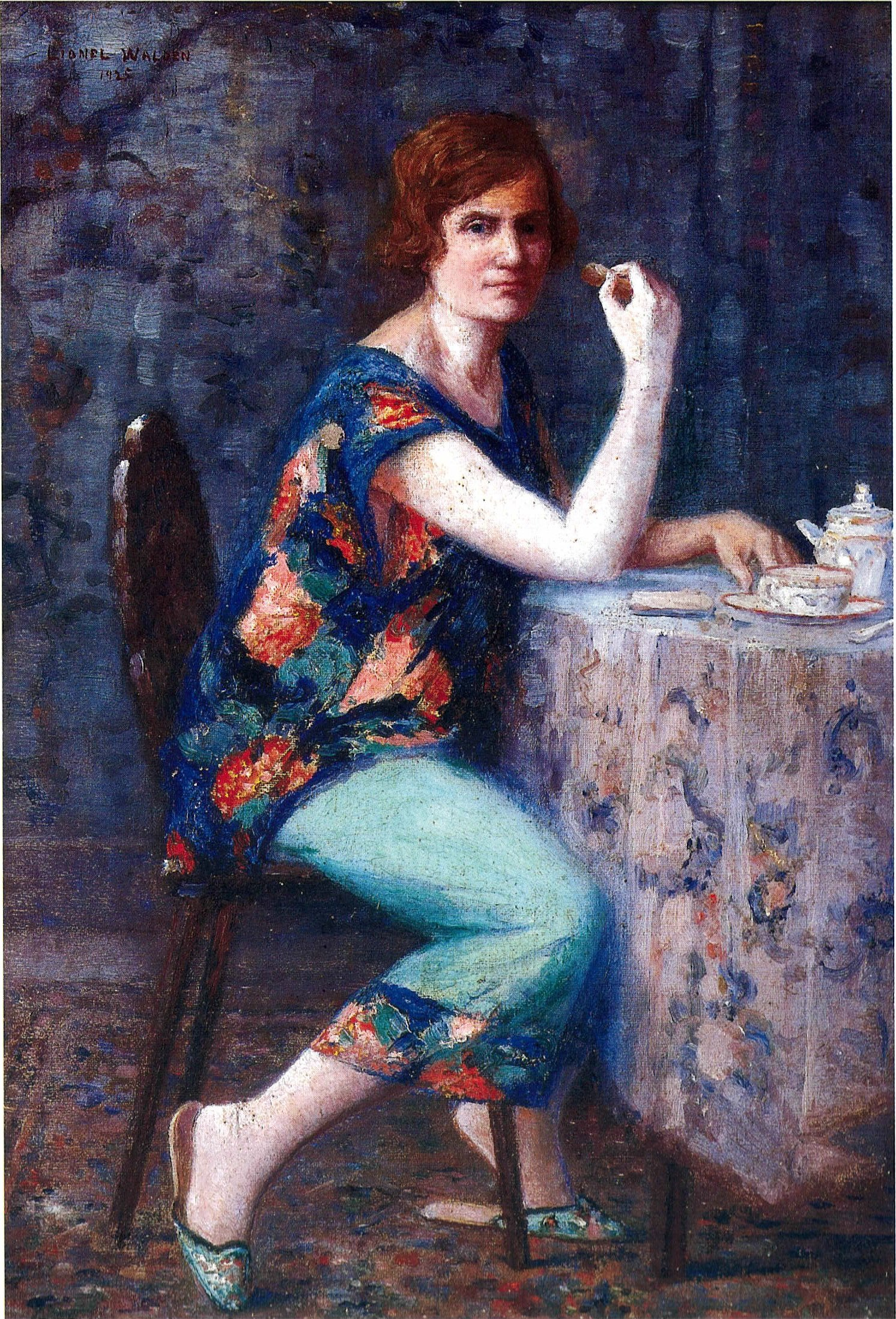
Portrait de Shirley Russell, 1925 Honolulu Museum of Art
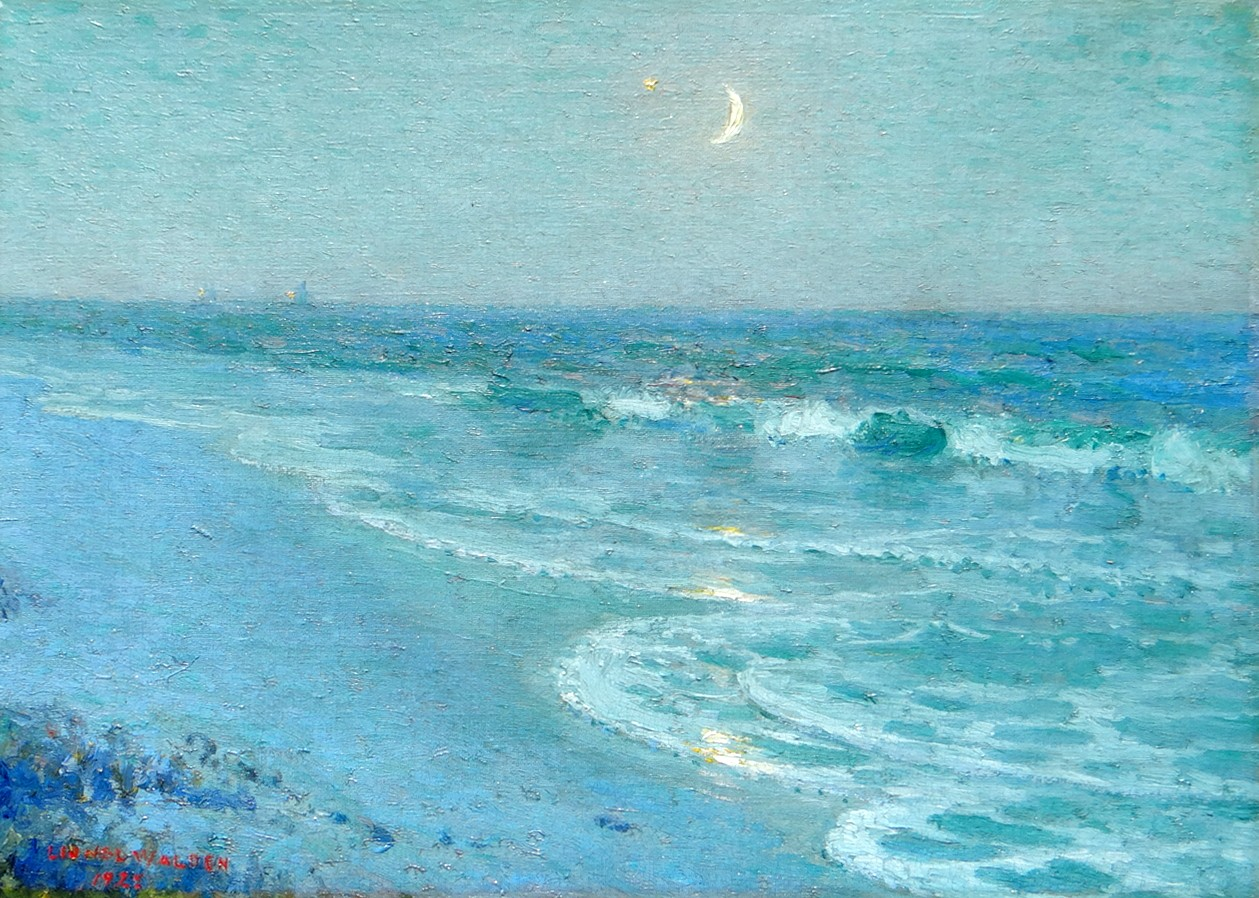
Crépuscule, étoile du soir et croissant de lune, avec voiliers à l'horizon, Oahu, Hawaï, 1925 Collection privée
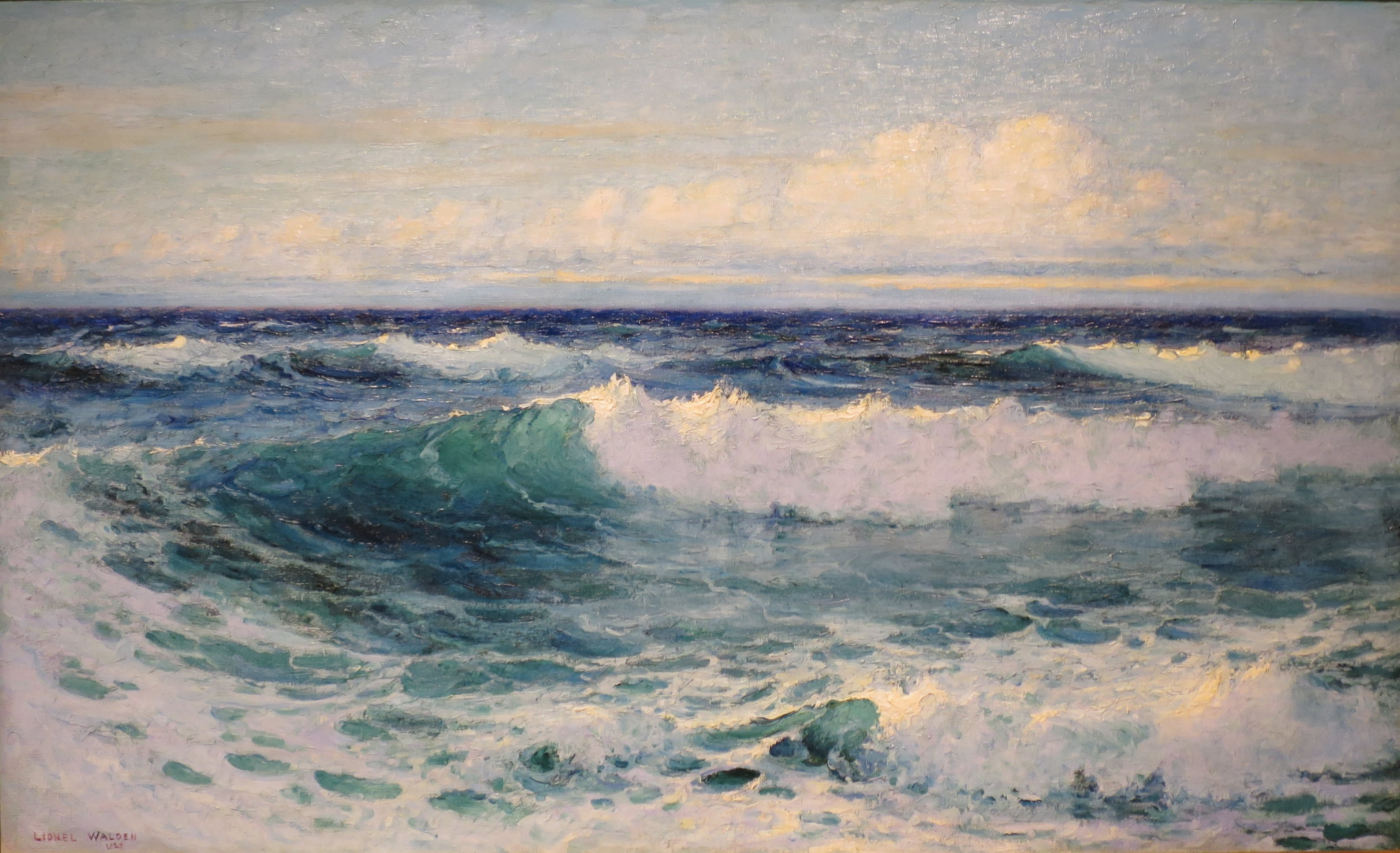
Paysage marin hawaien, huile sur toile, 1928 Hawaii State Art Museum
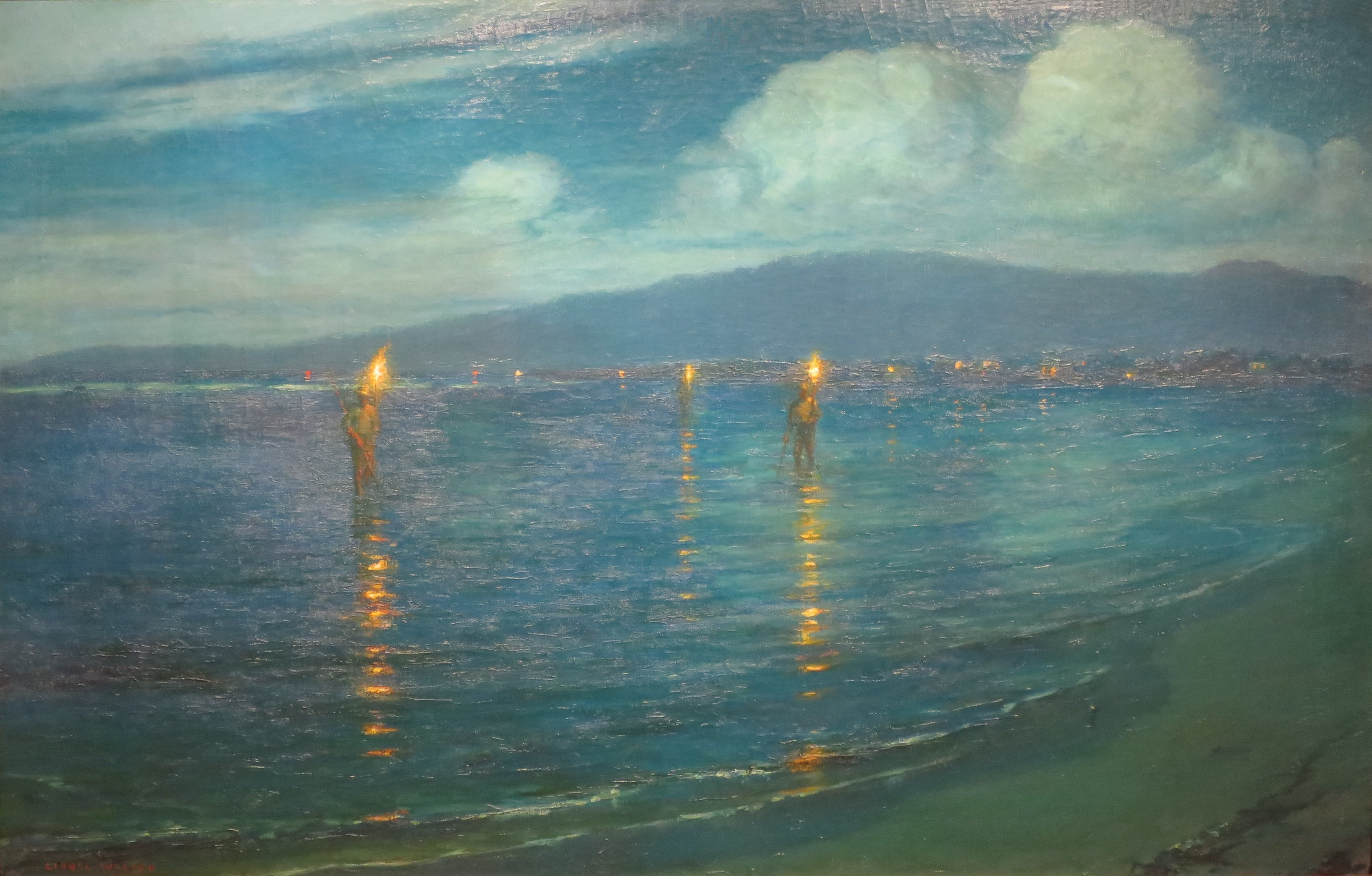
Les Pêcheurs aux flambeaux, Waikiki, 1930 Honolulu Museum of Art

Dates non documentées
- Bateaux de pêche le long de la jetée, huile sur toile, 65 × 91 cm, Collection privée, vente 2012[9]
- Femmes au bain, Hawaï, Huile sur toile, 26 × 36 cm, Collection privée[10]
- Clair de lune sur la côte, 68 × 76 cm, Collection privée, Vente 2009[11]
- Deux pêcheurs sur le rivage et deux autres en bateau
Honolulu Museum of Art[12]

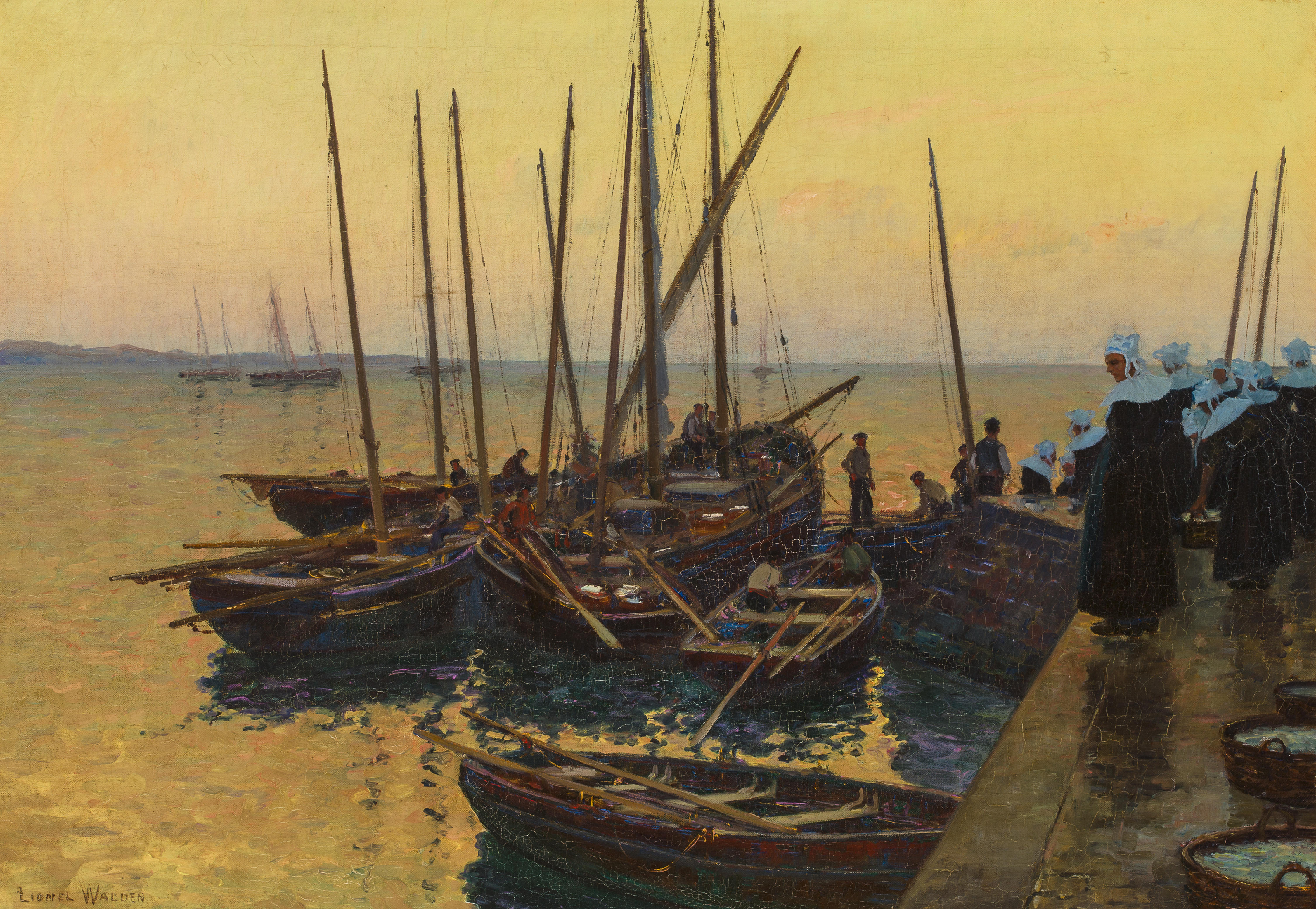
Bateaux de pêche le long de la jetée, huile sur toile, 65 × 91 cm, Collection privée
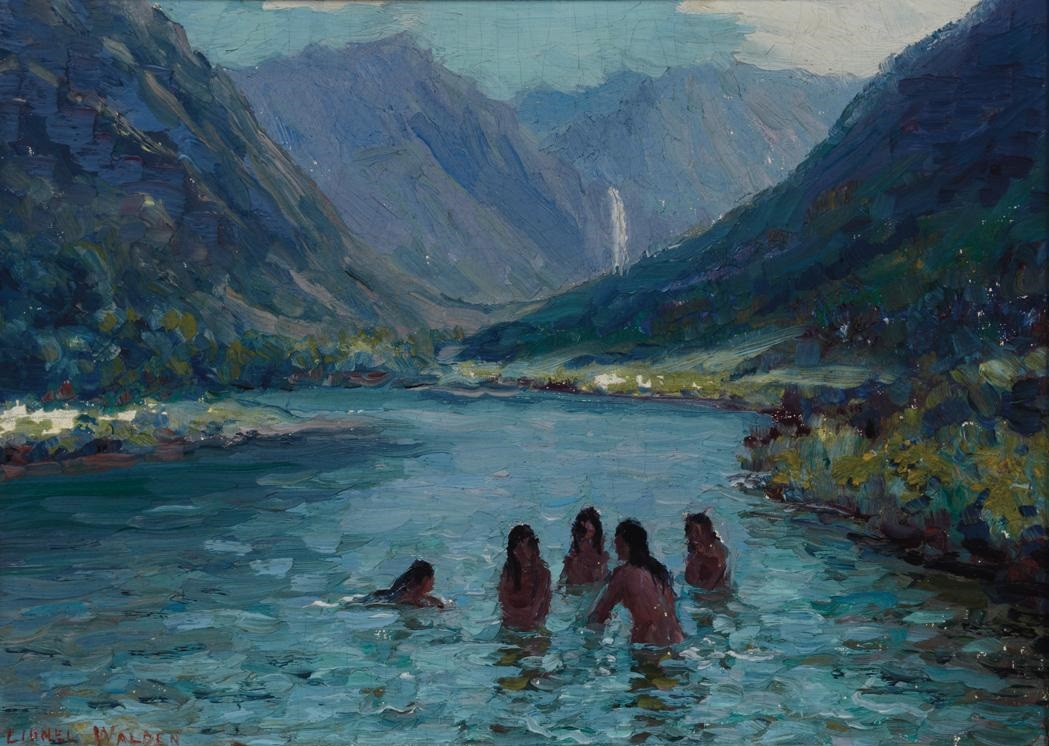
Femmes au bain, Hawaï Collection privée
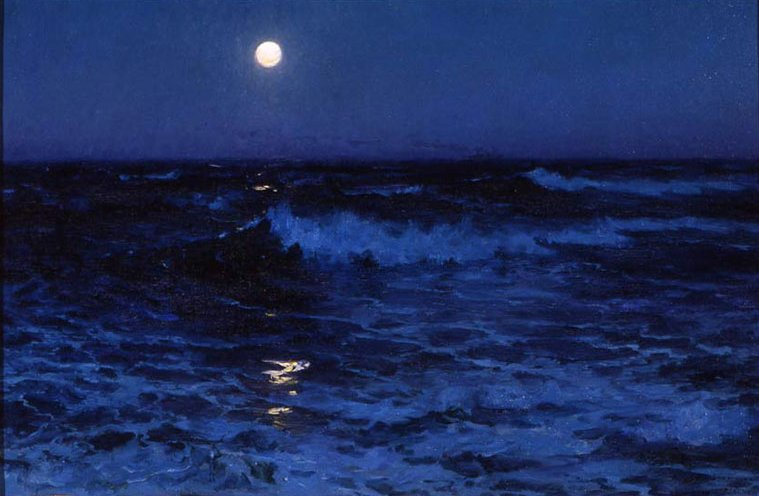
Chemin lunaire, cargo au loin Collection privée
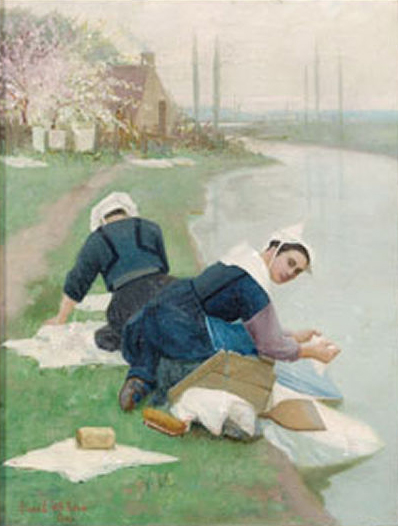
Femmes lavant du linge au bord d'une rivière Collection privée
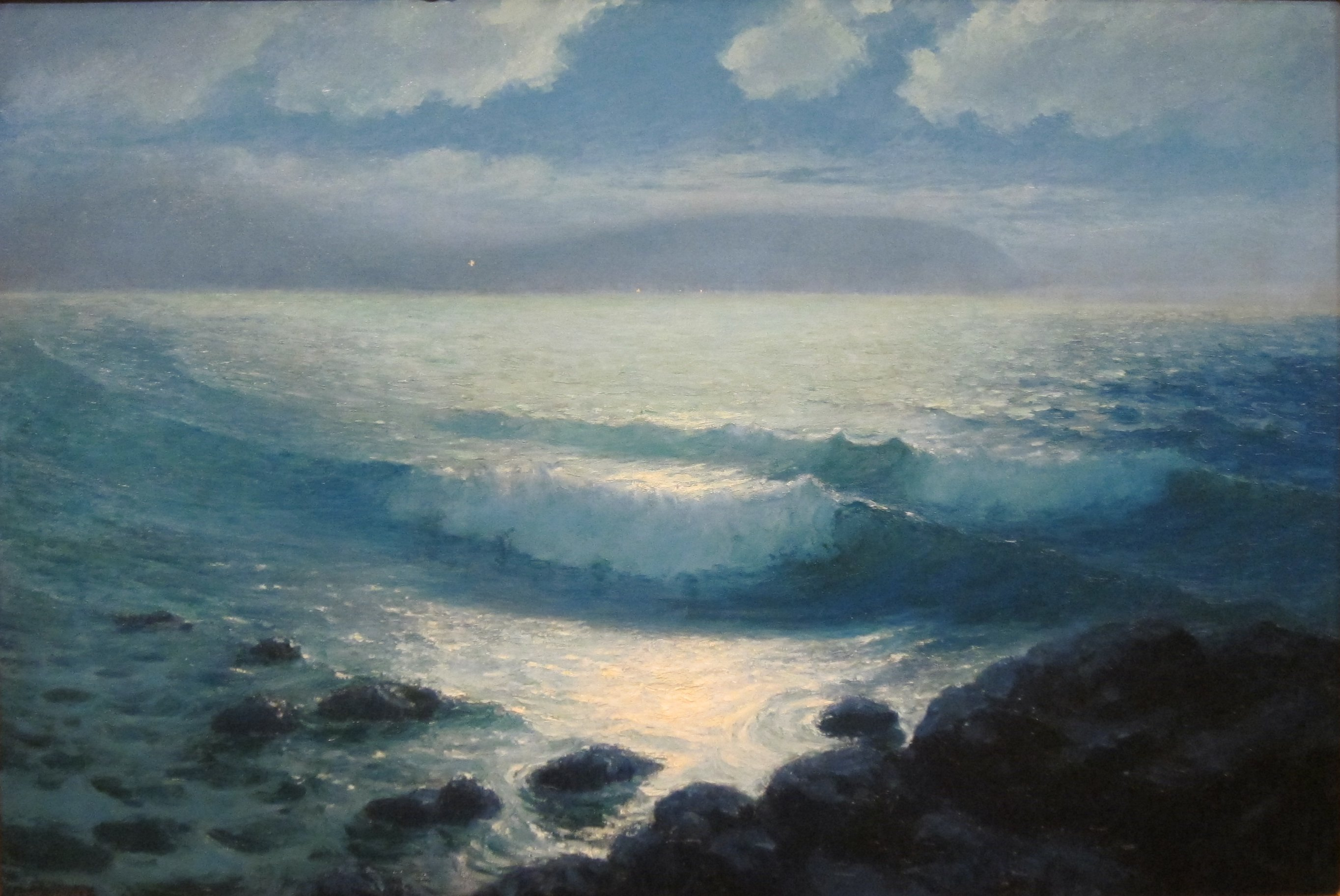
Clair de lune, Kahala, 1929 Honolulu Museum of Art
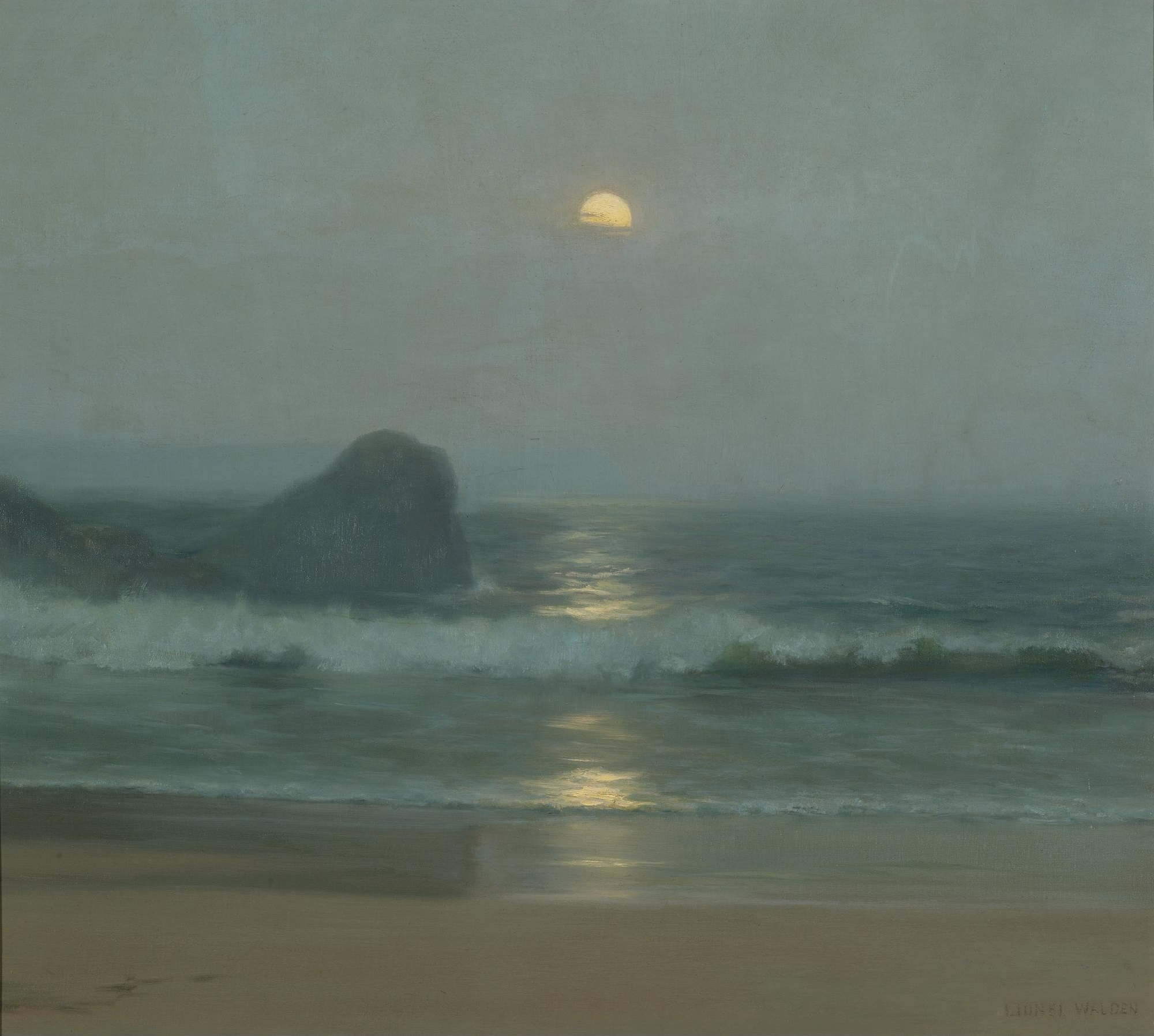
Clair de lune sur la côte Collection privée
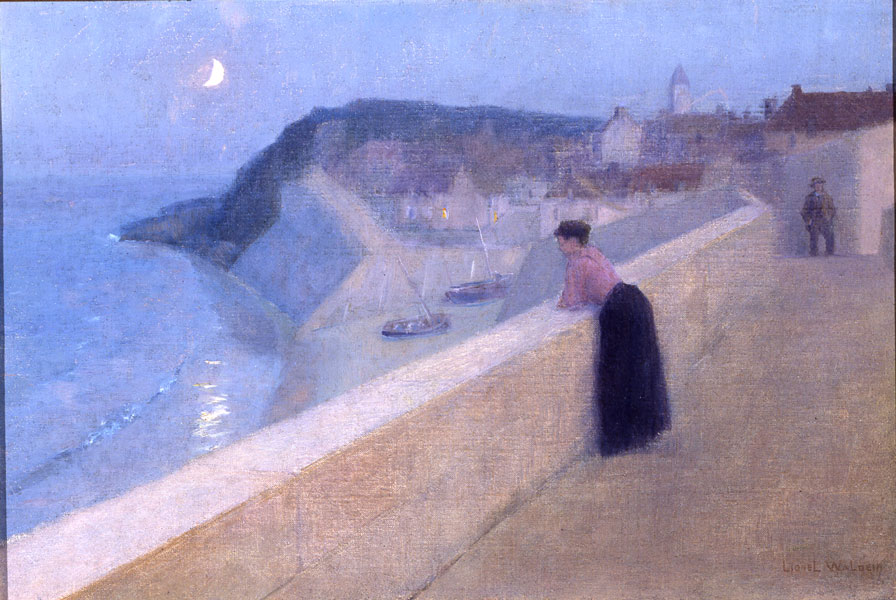
Reverie en Bretagne Collection privée
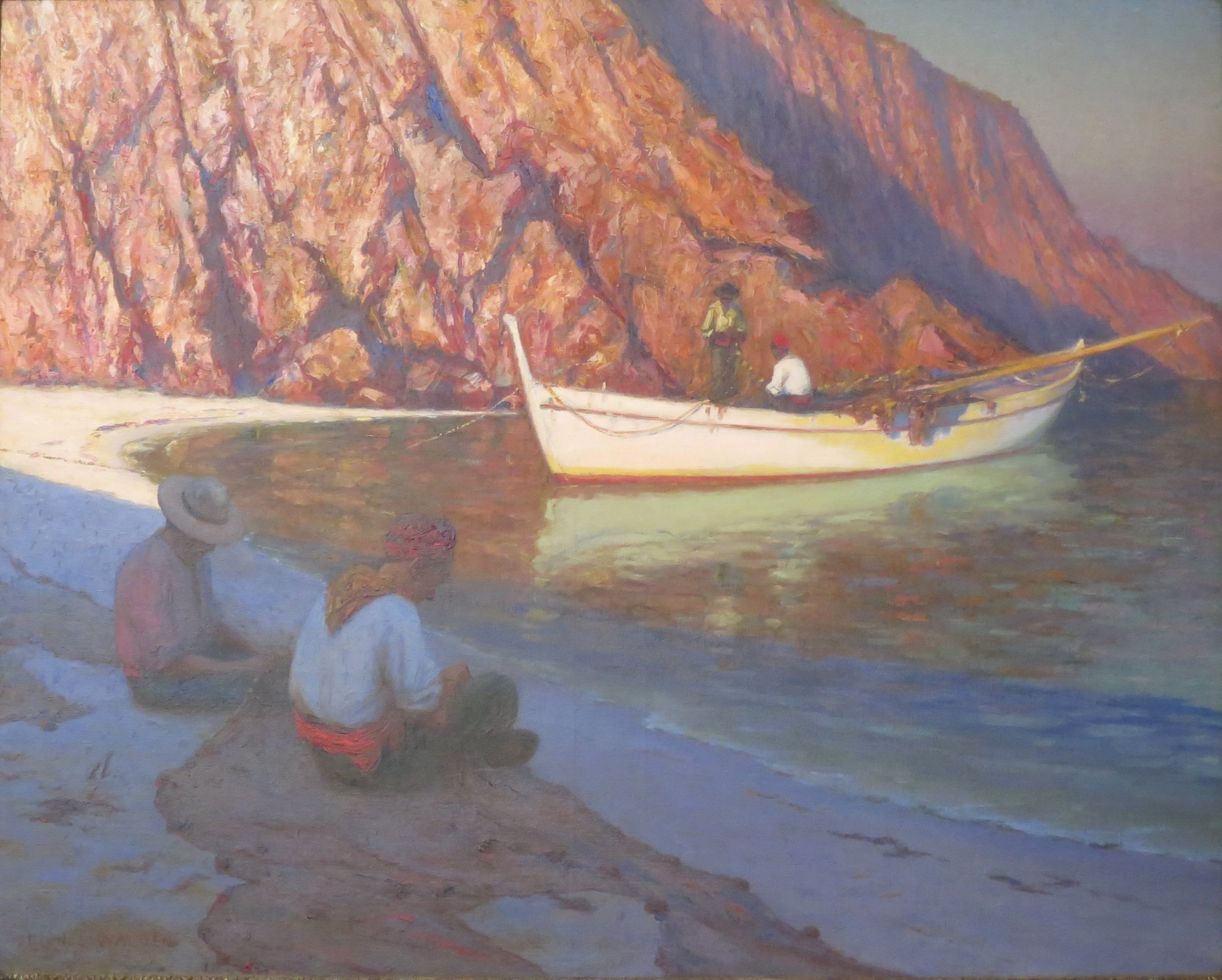
Deux pêcheurs sur le rivage et deux autres en bateau Honolulu Museum of Art
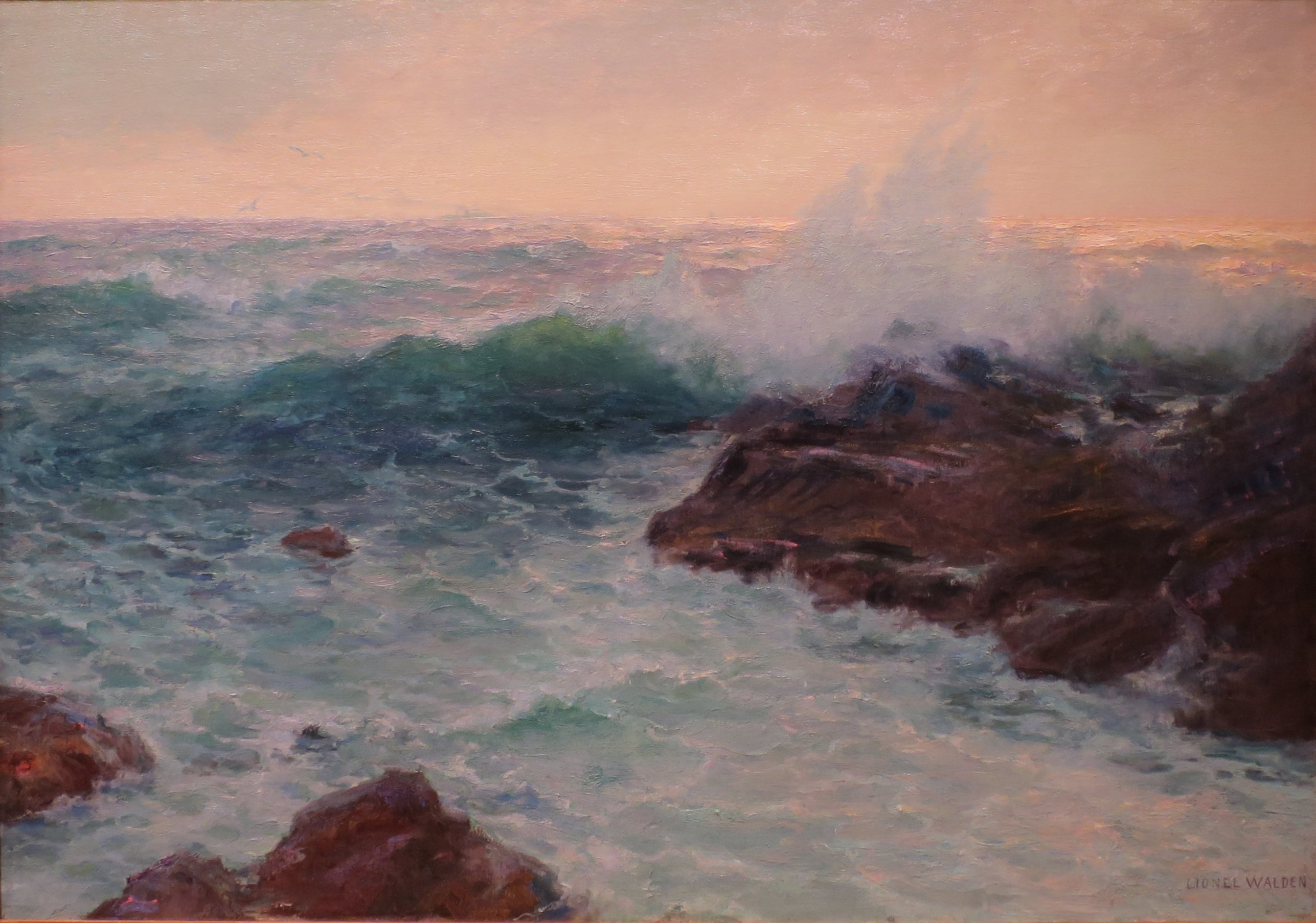
Bord de mer hawaien Hawaii State Art Museum